# Buczin prochod
Buczin prochod (bułg. Бучин проход) – wieś w Bułgarii, w obwodzie sofijskim, w gminie Kostinbrod. Według danych szacunkowych Ujednoliconego Systemu Ewidencji Ludności oraz Usług Administracyjnych dla Ludności, 15 września 2022 roku miejscowość liczyła 137 mieszkańców.
We wsi wybudowano Pomnik poległym za Ojczyznę.